# 제25회 부산국제단편영화제
제25회 부산국제단편영화제는 2008년 5월 16일에 열린 시상식이다.

## 수상 및 후보

### 최우수작품상(국제경쟁)
- 내 아버지의 살인자를 찾아서 - Lai Jason 수상

### 우수작품상(국제경쟁)
- Silencio - 시바로지 콩사쿤 수상

### 심사위원특별언급상(국제경쟁)
- 외할머니와 레슬링 - 임형섭 수상
- 이제는 말할 수 있다 - 정승구 수상

### 감독상(교보생명상)
- 네쌍둥이 자살 - 강진아 수상

### 관객상(한국경쟁)
- 목욕 - 이미랑 수상

### 촬영상(후지필름상)
- 땡큐 남녀부업연구소 - 임혜림 수상

### 파크랜드상
- 개조심 - 김규현 수상

### 민송익스트림숏상
- Detective in the peaceful town - TUBOMI koukou 수상

### 초청작
- Jesses - 로이스톤 탄
- 아들 - 로이스톤 탄
- 15 - 로이스톤 탄
- D.I.Y - 로이스톤 탄
- 잘못된 속삭임 - 로이스톤 탄
- After the Rain - 로이스톤 탄
- 윈도우브레이커 - 쯔 천
- Traffic in the Sky - Charles Yi
- Fortune Hunters - 톰 하프
- The Last Vacation - 장재호
- 피터와 벤 - 피니 그릴스
- MISSING - Matthieu Donck
- 레슬링 - 그리무르 하코나르슨
- John and Karen - 매튜 월커
- 온 더 라인 - 리토 카피

### 아시아의 창
- 거리의 상인 - 이현주 수상
- Extreme Long - 박재평
- Shiver in the evening ocean air - TUBOMI koukou
- 폴라 베어 - 배현진
- 빛 박스 - 이 안 나
- 아이 러브 커피 - 이지원
- 어둠 - 윤해상
- 드로잉 놀이 - 황선숙
- 나의 레일라 - 박봉채
- 20만의 유령들 - 쟝-가브리엘 뻬리오
- 무한공간 - 김상수
- 잔(殘)소리 - 최정렬
- EI ataque de los Kriters asesinos - 샘 오티 마르티
- 더 픽쳐스 - 이병협
- 꿈속에서 - 장건재
- 위대한 시인 - 서동성
- 흔적 혹은 REVENANT - 유희
- 흔적 - 변병준
- CH3CH2OH - 천 인-쥐
- 즐거운 미자 - 박용두
- 여자, 다리를 벌리다 - 임미랑
- 출산의 배후 - 이성래
- 서울극장 - 임미랑
- 선글라스 - 김원영
- 진옥언니, 학교가다 - 김진열
- 여름 방학 - Zheng Wei
- 125 전승철 - 박정범
- Metamorphosis - 조현훈
- 여로를 위하여! - 반소현
- 2-1=4 - 이광욱
- 천년기린 - 원종식
- 밥 - 정세진
- 동정녀들 - 임선경
- 코스모스 - 주을돈
- 모두들 괜찮아요? - 박인서 외 1명
- Eyefinger - 마가렛 봉 츄 젠
- 더 버드 - 김성길
- 웅이 이야기 - 이하송
- Test - Duangtat Hansupanusorn
- 캐치 볼 - 이인의
- 드림랜드 - 임정환
- Love is (not) mad - Tosaporn Mongkol
- 설탕 반 스푼 - 이파 이스판샤
- 슈퍼맨의 하루 - 이은천
- 물고기 옷 - 이선주
- 초대 - 안현준
- (S) 439965 - Elgin Ho
- 기억할만한 지나침 - 전종민
- The Hole - 지혜천
- 엄마의 영화, 빨간구두 아가씨 - 이용의
- Observation of the monk - Pramote Sangsorn
- 고함 - 배종대
- 한성이발소 - 송현정
- 김추자 : 무인도 - 강경태
- 백수전설 - 허재선
- 반혼수상태 - 손아영
- 삐라 - 김원호
- 도장 - 김지웅
- 하얀 모래 정원 - Yuri KANCHIKU
- Tell Me What To Do - 이지성
- 체온 - 김동현
- 이사하기 좋은 날 - 김지연
- 크리스마스 인 택시 - 조영광
- Retrace - 마가렛 봉 츄 젠
- Untitled - Khalid Mahmood Mithu
- 파랑새 - 김주현
- 36.5 ˚ - 정승언
- 나무를 담아 - 유정아
- 엘리뇨 - 임아론
- 검은 깃발 - 엄준석
- 그 남자네 집 - 최영종

### 극영화부문
- 나쁘지않아 - 고유경
- Rest, Room - 이상목
- 양귀례 할머니 - 박주영
- 폭력의 방 - 임선영
- 행복한 멜로디 - 김대황
- 플리커 - 김성준